# Sarvepalli Radhakrishnan
Sarvepalli Radhakrishnan, OM, Kt. (Telugo: సర్వేపల్లి రాధాకృష్ణ, tâmil: சர்வேபள்ளி ராதாகிருஷ்ணன்; Thiruttani, 5 de setembro de 1888 – Madras, 17 de abril de 1975), foi um filósofo e político indiano. Foi o primeiro vice-presidente da Índia e o segundo presidente.
Um dos mais distintos acadêmicos do século XX em estudos comparativos de religião e filosofia, foi o primeiro indiano a ser nomeado professor na Universidade de Oxford. Foi também vice-chanceler da Universidade de Benares (1939-1948), chanceler da Universidade de Deli. Representante da Índia (1946-1949) e presidente do Conselho Executivo da UNESCO (1949), desempenhou um importante papel político em seu país: foi embaixador em Moscou, vice-presidente da Índia de 13 de maio de 1952 a 12 de maio de 1962, depois presidente de 12 de maio de 1962 a 10 de maio de 1967. Em 1975 recebeu o Prêmio Templeton.
Sua filosofia era baseada no Advaita Vedanta, reinterpretando sua tradição para um pensamento contemporâneo. Ele defendia o uso do hinduísmo contra "a crítica desinformada do Ocidente", contribuindo assim para a formação da identidade hindu contemporânea. Foi influente na forma como o hinduísmo é compreendido, tanto na Índia quanto no Ocidente e ganhou a reputação de ser um construtor de pontes, ligando os dois extremos.
Recebeu vários prêmios e distinções em sua vida, incluindo o de cavaleiro em 1931, o Bharat Ratna, a mais alta condecoração civil da Índia em 1954, e membresia honorária na Ordem de Mérito, do Reino Unido, em 1963. Foi um dos fundadores da organização sem fins lucrativos, a Helpage India, dedicada a ajudar os pobres da Índia. Desde 1962 seu aniversário é celebrado em seu país como o Dia dos Professores.

## Biografia

### Primeiros anos

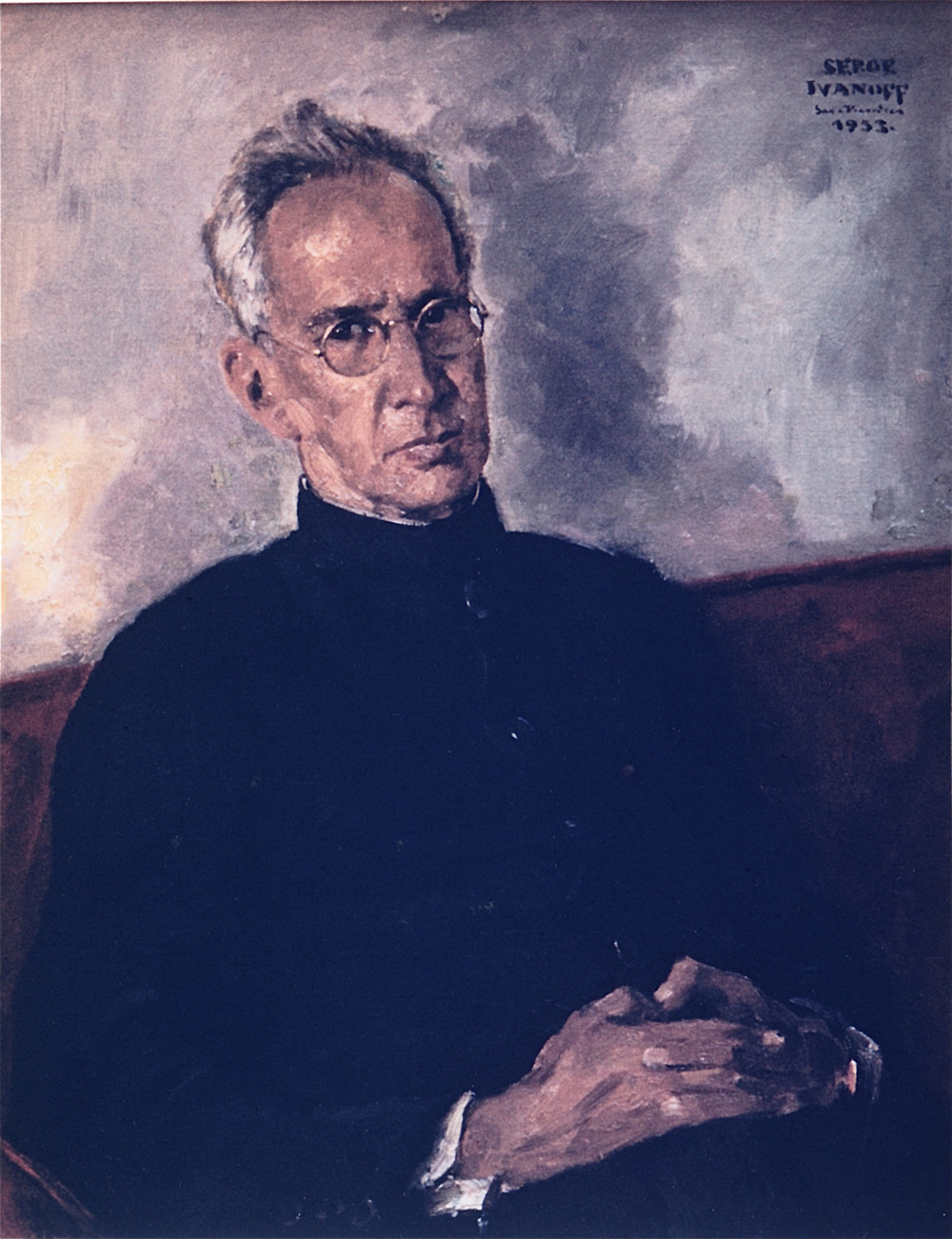
Portrait of Sarvepalli Radhakrishnan by Serge Ivanoff. 1953

Sarvepalli nasceu no seio de uma família hindu, da comunidade Niyogi Brahmin, falante do idioma telugo, em Tiruttani, no estado de Tâmil Nadu, em 1888. Seu pai era Sarvepalli Veeraswami e sua mãe Sarvepalli Sita. Na infância, passou a maior parte do tempo oscilando entre as cidades de Thiruttani e Tirupati. Seu pai era funcionário de receita a serviço do zamindar (aristocrata) local. Estudou por 4 anos na escola Missionária Evangélica Luterana de Hermannsburg, onde pela primeira vez ele teve contato com missionários não-hindus e com a teologia cristã do século XIX. É possível que a teologia aprendida na escola missionária tenha tido influência em suas atividades devotas no templo local de Tirumala.
Entre 1900 e 1904, estudou em Vellore, na Elizabeth Rodman Voorhees College, uma escola administrada por missionários norte-americanos da Igreja Reformada. Foi nesta escola que Sarvepalli começou a estudar a teologia da reforma holandesa, com ênfase em um Deus justo, de graça incondicional e que criticava o hinduísmo por ser "intelectualmente incoerente e eticamente doentio". Ao mesmo tempo que criticava o hinduísmo, a missão americana forneceu educação, assistência médica e alívio da fome, criou hospitais e escolas, onde todos poderiam estudar, independente da casta e da posição social. Tais atividades eram coerentes com o principal objetivo da missão que era a conversão ao cristianismo. Neste ambiente, Sarvepalli notou o intenso ataque ao hinduísmo, ainda que tenha presenciado contribuições positivas dos programas sociais da missão.

### Família
Sarvepalli casou-se com Sivakamu (ou Sivamma, ou ainda Sivakamuama, dependendo da fonte), uma prima distante, aos 16 anos. Seguindo a tradição, este foi um casamento arranjado e o casal teve cinco filhas e um filho, Sarvepalli Gopal, que se tornaria um conhecido historiador. Sivakamu morreu em 1956, após 51 anos de casamento.

### Vida acadêmica

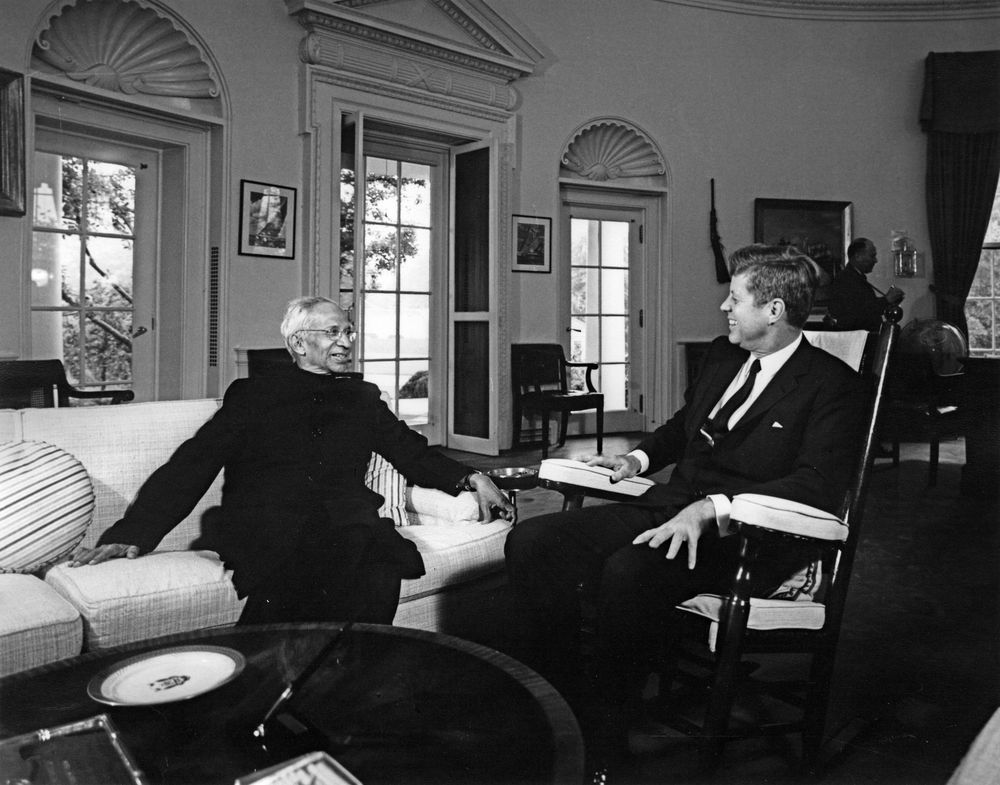
Presidente Sarvepalli Radhakrishnan com o presidente John F. Kennedy no Salão Oval da Casa Branca, 1963

No ensino médio no Voorhees College e depois de se formar como primeiro da classe, ingressou no Madras Christian College, aos 17 anos. Lá ele se formou em 1916, ingressando no mestrado logo em seguida. Sarvepalli estudou filosofia mais por oportunidade do que por escolha. Vindo de uma família sem muitas posses, quando seu primo se formou na mesma faculdade, ele lhe passou seus livros e textos usados no curso e isso inspirou Sarvepalli a estudar filosofia também.
Sua dissertação de mestrado se chamava "The Ethics of the Vedanta and its Metaphysical Presuppositions" (A ética do Vedanta e seus pressupostos metafísicos) e pretendia ser uma resposta à acusação de que o sistema Vedanta não tinha espaço para ética. Seu estudo só foi publicado depois, devido às críticas de professores cristãos se sentirem perturbados no quesito da fé. O incômodo de Sarvepalli era com o tratamento que o hinduísmo recebia dos missionários cristãos. Isso também o levou estudar de maneira crítica a filosofia e a religião indianas, o que levou à uma vida em defesa do hinduísmo contra a crítica mal informada do Ocidente.
Com a conclusão de seu mestrado, Sarvepalli estava com um dilema nas mãos, tanto financeiro quanto profissional. Suas obrigações com a família o impediram de solicitar uma bolsa de estudos para estudar na Grã-Bretanha e ele lutou sem sucesso para encontrar trabalho em Madras. No ano seguinte, com a ajuda de William Skinner, no Madras Christian College, Sarvepalli conseguiu o que pretendia ser uma posição de professor temporário no Presidency College em Madras. Lecionou disciplinas variadas em vários cursos como na psicologia e filosofia ocidental. Como professor assistente de lógica, epistemologia e ética, ele pode transitar entre várias áreas de conhecimento. Foi durante esse período que aprendeu sânscrito.
Sarvepalli ansiava poder publicar seus trabalhos, tanto na Índia quanto na Europa. Quando seu artigo "The Ethics of the Bhagavadgita and Kant" foi publicado no International Journal of Ethics, em 1911, é que suas proposições chegaram ao Ocidente.
Por volta de 1914, sua reputação como acadêmico começou a crescer, entretanto a segurança de um cargo permanente parecia cada vez mais distante. Por três meses, ele ficou em Anantapur, Andhra Pradesh, e em 1917 foi transferido novamente, dessa vez para Rajahmundry. Um ano depois ele aceitou um cargo na Universidade de Mysore. Sua indicação mais importante foi a cadeira de filosofia e ética da Universidade de Calcutá, em fevereiro de 1921, o que levou para o sul da Índia. Representou a Índia no Congresso das Universidades do Império Britânico, em junho de 1926 e no Congresso Internacional de Filosofia da Universidade Harvard, em setembro do mesmo ano.
Em 1929, Sarvepalli foi convidado a pegar o cargo deixado pelo diretor Joseph Estlin Carpenter, no Manchester College. Isso lhe proporcionou a oportunidade de palestrar para estudantes de estudos comparativos de religião, da Universidade Oxford. Por seus trabalhos com educação, o rei Jorge V o nomeou Cavaleiro Celibatário da coroa em junho de 1931. Deixou de usar o título depois da independência da Índia, preferindo o título acadêmico de doutor.
Foi vice-chanceler da Universidade Andhra, de 1931 a 1936. Em 1936, foi nomeado para a cadeira de Religiões do Ocidente e Ética da Universidade Oxford, e foi eleito membro do All Souls College, da mesma instituição. No mesmo ano e novamente em 1937, foi indicado ao Nobel de Literatura. Em 1939, foi convidado a suceder o vice-chanceler da Banaras Hindu University, onde ficou até janeiro de 1948.

### Política
Sarvepalli começou tarde na política, que veio depois do sucesso na carreira acadêmica. Sua autoridade como filósofo o precedeu antes da de político. Em 1931, ele foi indicado para a Liga das Nações, no Comitê de Cooperação Intelectual, onde ele foi reconhecido pouco depois como uma autoridade em ideias hinduístas. Com a independência da Índia, em 1947, Sarvepalli representou seu país na UNESCO (1946–52) e depois foi embaixador da Índia na União Soviética, de 1949 a 1952. Foi também eleito para a Assembleia Constituinte da Índia e depois, em 1952 foi eleito como o primeiro vice-presidente de seu país, elegendo-se presidente de 1962 a 1967.

## Morte
Sarvepalli morreu em Madras, em 17 de abril de 1975, aos 86 anos, devido à uma insuficiência cardíaca. Ele estava sob cuidados em um hospital e foi cremado seguindo a tradição hindu.

### Trabalhos de Radhakrishnan
- The philosophy of Rabindranath Tagore (1918), Macmillan, Londres, 294 páginas;
- Indian Philosophy (1923) Vol.1, 738 páginas. (1927) Vol. 2, 807 pages. Oxford University Press.
- The Hindu View of Life (1926), 92 páginas
- An Idealist View of Life (1929), 351 páginas
- Eastern Religions and Western Thought (1939), Oxford University Press, 396 páginas
- Religion and Society (1947), George Allen and Unwin Ltd., London, 242 páginas
- The Bhagavadgītā: with an introductory essay, Sanskrit text, English translation and notes (1948), 388 páginas
- The Dhammapada (1950), 194 páginas, Oxford University Press
- The Principal Upanishads (1953), 958 páginas, HarperCollins Publishers Limited
- Recovery of Faith (1956), 205 páginas
- A Source Book in Indian Philosophy (1957), 683 páginas, Princeton University Press, com Charles A. Moore como co-editor.
- Religion, Science & Culture (1968), 121 páginas